# Сувалкия

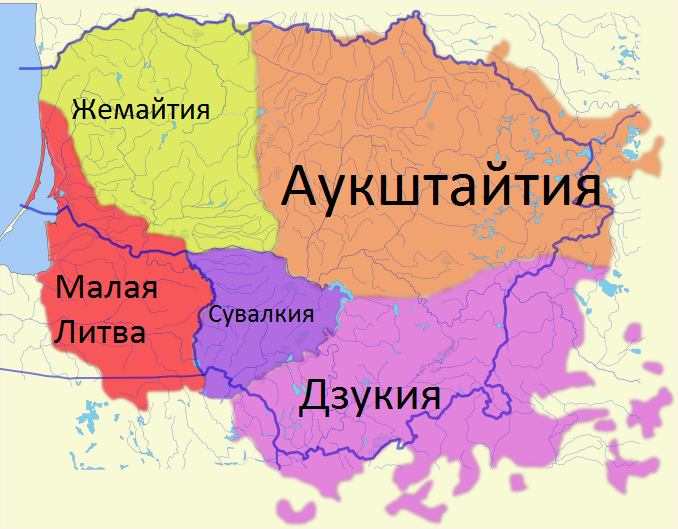
Исторические и этнокультурные регионы Литвы:
Малая Литва
Жемайтия
Аукштайтия
Сувалкия
Дзукия

Сувалкия (Судовия, лит. Suvalkija, Sūduva) — исторический регион на юге Литвы, за рекой Неман. Древним населением этих мест были балтские племена ятвягов. Неофициальной столицей региона считается город Мариямполе. На основе сувалкских диалектов в конце XIX века был сформирован литовский литературный язык.

## История
После III раздела Речи Посполитой территория Сувалкии отошла Прусскому королевству, став частью провинции Новая Восточная Пруссия. В 1807 году Сувалкия отошла созданному Францией Варшавскому герцогству. После Венского конгресса, как и большая часть герцогства, стала частью Царства Польского. Выходцами с Сувалкии были «отец» литовского литературного языка Й. Яблонскис, лидер литовского национального возрождения Й. Басанавичюс и многие другие литовские общественные деятели.
Слово Сувалкия появилось сравнительно поздно, в 1867 году, после создания Сувалкской губернии с центром в городе Сувалки.
В Литовской республике существует общественная организация «Сувалкия», объединяющая насильно выселенных в 1940 году жителей из Сувалкийского края на территорию нынешней Литвы, их детей и внуков.

## Галерея

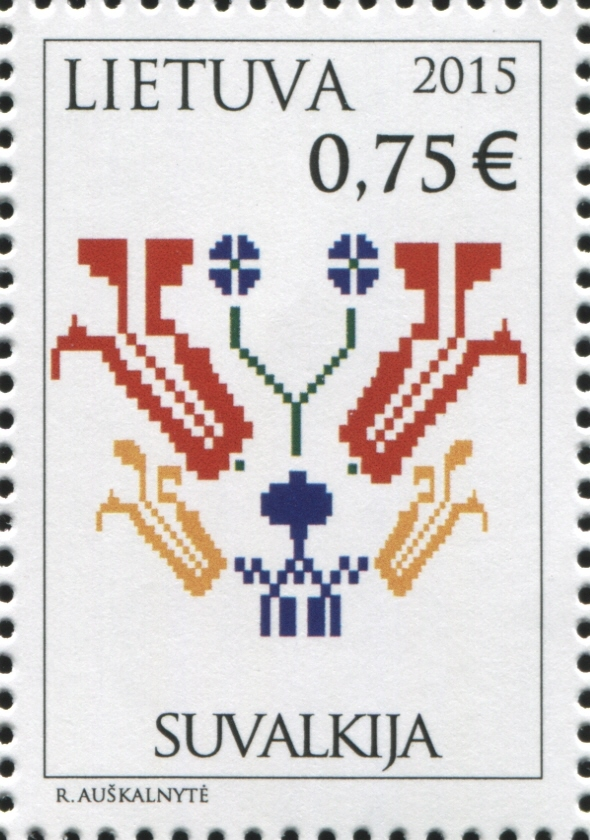
Сувалкия из серии «Регионы Литвы», Почта Литвы, 2015
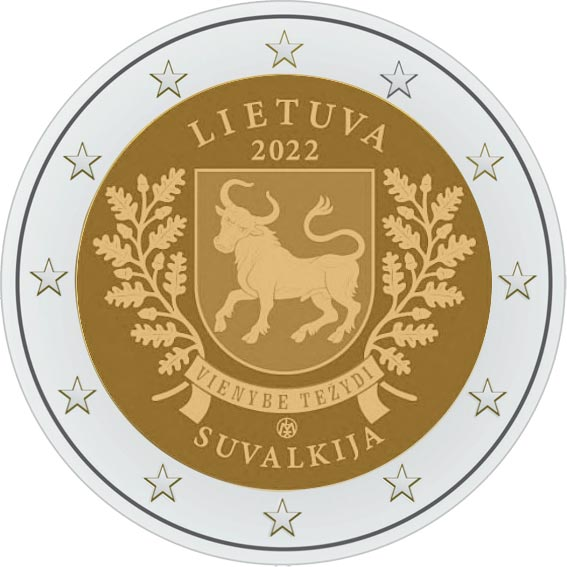
Памятная монета в два евро, 2022